# O Farol (minissérie)
O Farol é uma minissérie brasileira que foi produzida pela Rede Manchete e exibida de 15 de abril a 2 de maio de 1991 em 11 capítulos. Escrita por Paulo Halm e baseada no conto “Luz na Tempestade”, do livro “Marabaixo” (1960), de Osvaldo Orico e direção de Wilson Solon e Adolfo Rosenthal, tendo Wilson Solon como diretor geral. A trilha sonora é de autoria do cantor Oswaldo Montenegro, onde a música "O Farol" é tocada em sua versão instrumental na abertura e no encerramento da minissérie.

## Enredo
Os presidiários Romão e Dinorá chegam em uma ilha deserta, distante do continente, para cumprir suas penas. Lá, entram em contanto com o velho faroleiro Clemêncio, sua filha Sula e a fiel Bá. Com os dois detentos, chega um náufrago misterioso chamado Zoroastro, que não se recorda de como foi parar no mar, tendo ficado à deriva até ser resgatado, e que cai nas graças da jovem Sula, que possui quinze anos, mesmo ela dizendo ter dezessete.
A solidão do farol aumenta a tensão entre Romão e Dinorá. Junto aos planos de fuga deles, surge o desejo: o primeiro, envolve-se com Das Dores, uma mulher casada mas, João, seu marido, é um esposo ausente; o segundo, tenta eliminar Zoroastro para apossar-se de Sula. Bá sempre achou estranho o misterioso Zoroastro e pede para que Sula não mantenha contatos com ele, o que não acontece, pois os dois sempre acabam encontram-se.
Com o isolamento na ilha, os personagens começam a ter delírios e sonhos surrealistas. Sula chega a sonhar que Zoroastro pode voar, já que o vê admirando as gaivotas todos os dias, chegando a dizer que viu suas asas e que estava sobrevoando por entre as nuvens, fazendo uma alusão ao mito de Ícaro. Joaquim chega a ver algumas vezes sua mulher Maria, às vezes acompanhada de sua filha.
Em um determinado momento da história, Zoroastro fica incomodado com o fato das gaivotas baterem contra o farol e Clemêncio diz-lhe que as gaivotas são atraídas pela luz do farol e acabam batendo contra os vidros do farol. Zoroastro consente a morte dessas aves. Essa postura de defendê-las devido ao apego que sente por elas, acaba causando uma terrível tragédia: Dinorá, contemplando as aves, acaba sendo atacada por uma delas e Zoroastro empurra ela que acaba caindo nos rochedos e sendo encontrada sem vida por Tomé e Clemêncio.
Enquanto ocorre uma chuva diluviana, Clemêncio tenta subir no farol para orientar quem navega pelos mares, mas acaba passando mal e é socorrido por Zoroastro e Tomé. Clemêncio sempre teve preferência por Zoroastro para que ele o sucedesse no farol, o que, de alguma forma, acaba acontecendo, já que ele se coloca a disposição para ficar no farol. Simultaneamente, Romão, tentando colocar em prática seu plano de fuga da ilha, tendo falado para Maria das Dores sua intenção de ir ao continente no barco de La Luna para poderem viver juntos, encontra Joaquim, que durante uma briga, recebe um disparo de arma de fogo feito por Romão - arma que era de João e que lhe foi dada por Das Dores - que consegue alcançar o barco e deixar a ilha. No entanto, o disparo foi de raspão. Sula vai ao farol e encontra Zoroastro.
A noite prossegue com uma terrível tempestade onde La Luna acaba decidindo seguir a orientação de sua tripulação (João e Benito), por retornar à ilha e para isso, seguem a luz do farol. Momentos após, descobrem que Romão estava no barco e ao tentar convencê-los a continuar a rota para o continente, ele é pego e amarrado pelos braços. La Luna, aos poucos, consegue levar o barco de volta à ilha orientando-se pelo farol.
Vendo as aves chocando-se com o farol por conta da luz, Zoroastro acaba desligando a luz do farol causando uma tragédia no mar, pois desorienta a rota de navegação do capitão La Luna - momentos antes, Clemêncio sonha que o farol tinha se apagado e, ao acordar, percebe que seu sonho estava certo - Com o farol apagado o barco do capitão La Luna acaba sendo levado para os rochedos. La Luna e Benito conseguem deixar o barco por um bote e retornam à ilha, mas após entrarem em conflito, João e Romão acabam afundando com o barco. O naufrágio de Romão e a queda de Dinorá confirmam a sombria previsão de Tomé que, ao recebê-los na ilha, apontam para o pequeno cemitério da ilha, alegando que ali terminariam seus dias.
Diante do farol, Clemêncio diz para La Luna sobre sentir que o farol não é o mesmo, que perdeu seu encanto e que ele não era mais o guia da luz como ele mesmo se afirmava, assumindo até que o farol seria desativado após a tragédia ocorrida na noite anterior. La Luna vai ao galpão para entender o porquê Zoroastro desligou a luz do farol, onde ele responde que era para salvar as gaivotas. Por causa de sua perigosa ação, um barco vem até a ilha para levá-lo com o fim de cumprir uma pena de prisão, mas antes despede-se de Sula. Mesmo tendo ocorrido um terrível fato na noite pretérita, Joaquim decide ficar na ilha e trazer sua família. Clemêncio, Tomé, Joaquim e La Luna continuam suas vidas em torno do farol. Aprisionado e atormentado, Zoroastro lembra das gaivotas sobrevoando a ilha livremente, imaginando poder ser como elas.
No final, apesar de ter dito que acreditava no fim do encanto, Clemêncio afirma que não morreu em razão de ele mesmo ser o próprio farol, como se ele e o luminoso fossem um só. Sula percebe que há alguns pedaços do que seriam asas artesanais onde Bá atribui que foram deixadas por Zoroastro. Ao caminhar pela praia da ilha, Sula observa ao longe, na montanha as asas artesanais inteiras sendo alçadas e abertas por Zoroastro onde, ao encontrá-lo, eles se despedem e finalmente ele alça voo em direção à liberdade, como as gaivotas. Era um homem comum, como assume Clemêncio, mas reconhece que La Luna acertara ao dizer que a figura misteriosa de Zoroastro era mais um mistério do mar.

## Elenco
| Ator                 | Personagem                  |
| -------------------- | --------------------------- |
| Ângelo Antônio       | Zoroastro                   |
| Paulo Gorgulho       | Romão                       |
| Vanessa Barum        | Sulamita (Sula)             |
| Chiquinho Brandão    | Dinorá                      |
| Denise Milfont       | Maria das Dores (Das Dores) |
| Othon Bastos         | Capitão de La Luna          |
| Sérgio Britto        | Mestre Clemêncio            |
| Vanja Orico          | Bá                          |
| Álvaro Freire        | Tomé                        |
| Vicente Barcellos    | João                        |
| Paulo Barbosa        | Joaquim                     |
| Isaura Oliveira      | Inês                        |
| Jurandir de Oliveira | Benito                      |
| Malu Moraes          | Marisa                      |

## Reprises
Foi reprisada em duas ocasiões: de 23 de março a 4 de abril de 1992, em 11 capítulos, e entre 7 de novembro a 18 de novembro de 1994, em 10 capítulos.